# Dziechno
Dziechno est une localité polonaise de la gmina rurale de Cewice située dans le powiat de Lębork en voïvodie de Poméranie. Elle se trouve à environ 13 km au sud de Lębork et 59 km à l'ouest de la capitale régionale Gdańsk.

## Géographie

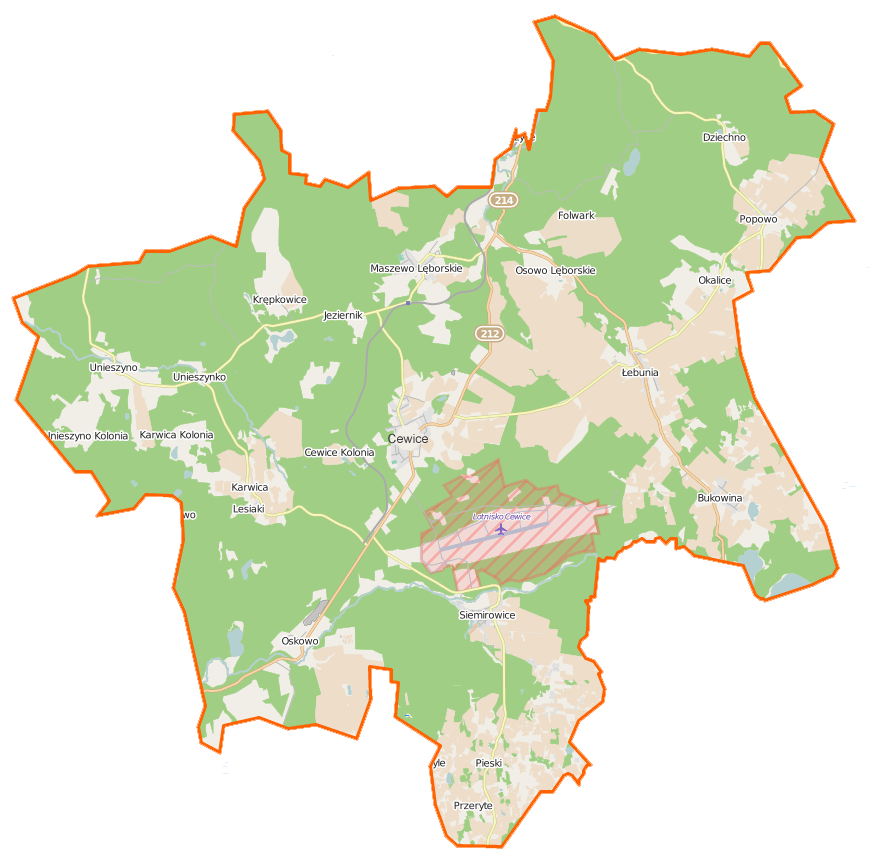
Carte de la gmina de Cewice.